# Azusa Iwashimizu
Azusa Iwashimizu (en japonés: 岩清水梓) (Takizawa, Japón; 14 de octubre de 1986) es una futbolista japonesa. Juega como defensa y su equipo actual es el NTV Beleza de la Nadeshiko League de Japón.

## Clubes
| Club       | País  | Año    |
| ---------- | ----- | ------ |
| NTV Beleza | Japón | 2001 - |

## Palmarés

### Campeonatos nacionales
| Título                | Club       | País  | Año  |
| --------------------- | ---------- | ----- | ---- |
| Nadeshiko League      | NTV Beleza | Japón | 2001 |
| Nadeshiko League      | NTV Beleza | Japón | 2002 |
| Copa de la Emperatriz | NTV Beleza | Japón | 2004 |
| Nadeshiko League      | NTV Beleza | Japón | 2005 |
| Copa de la Emperatriz | NTV Beleza | Japón | 2005 |
| Nadeshiko League      | NTV Beleza | Japón | 2006 |
| Nadeshiko League      | NTV Beleza | Japón | 2007 |
| Copa de la Emperatriz | NTV Beleza | Japón | 2007 |
| Nadeshiko League      | NTV Beleza | Japón | 2008 |
| Copa de la Emperatriz | NTV Beleza | Japón | 2008 |
| Copa de la Emperatriz | NTV Beleza | Japón | 2009 |
| Nadeshiko League      | NTV Beleza | Japón | 2010 |

### Campeonatos internacionales
| Título            | Equipo             | Sede      | Año  |
| ----------------- | ------------------ | --------- | ---- |
| Juegos Asiáticos  | Selección de Japón | Guangzhou | 2010 |
| Mundial de Fútbol | Selección de Japón | Alemania  | 2011 |
| Juegos Olímpicos  | Selección de Japón | Londres   | 2012 |
| Copa de Asia      | Selección de Japón | Vietnam   | 2014 |